# Ендокриптія
Ендокриптія [грецьк. χρυπτος (криптос) — прихований] (рос. эндокриптия, англ. endocryptic process, нім. Endokryptie f) — Ферсман, 1933, — вид ізоморфізму або ізоморфного заміщення, коли відбувається уловлювання хімічного елемента В сильнішим і важливим елементом А з маскуванням елементом А елемента В.
У кристалографії — заміщення вузлів кристалічних ґраток йонами того ж знака, але інших властивостей і розмірів.

## Інтернет-ресурси
- Геологическая энциклопедия. ЭНДОКРИПТИЯ [Архівовано 15 лютого 2020 у Wayback Machine.]
- Значение термина Эндокриптия в Энциклопедии Научной Библиотеки [Архівовано 15 лютого 2020 у Wayback Machine.]

| Геологія | Це незавершена стаття з геології. Ви можете допомогти проєкту, виправивши або дописавши її. |